# Obywatelski Klub Parlamentarny
Obywatelski Klub Parlamentarny (OKP) – klub parlamentarny zrzeszający posłów i senatorów, wybranych z listy Komitetu Obywatelskiego przy przewodniczącym NSZZ „Solidarność” w Sejmie kontraktowym w latach 1989–1991. Posiadał tam 161 mandatów, czyli wszystkie możliwe do zdobycia (35% z 460). Posiadał też początkowo 99 na 100 możliwych miejsc w Senacie I kadencji. Istniał do końca kadencji Sejmu i Senatu.

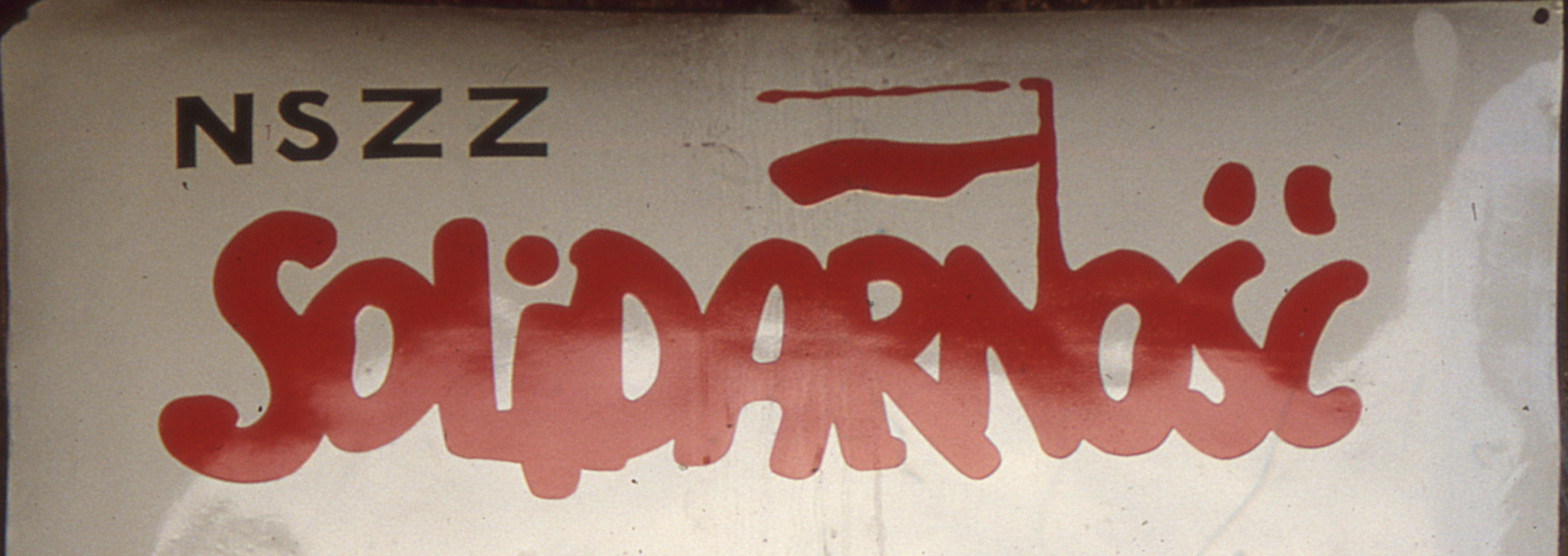
logo Solidarności

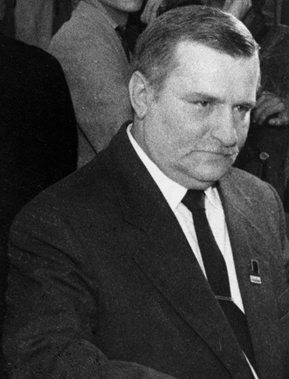
Przewodniczący Solidarności Lech Wałęsa

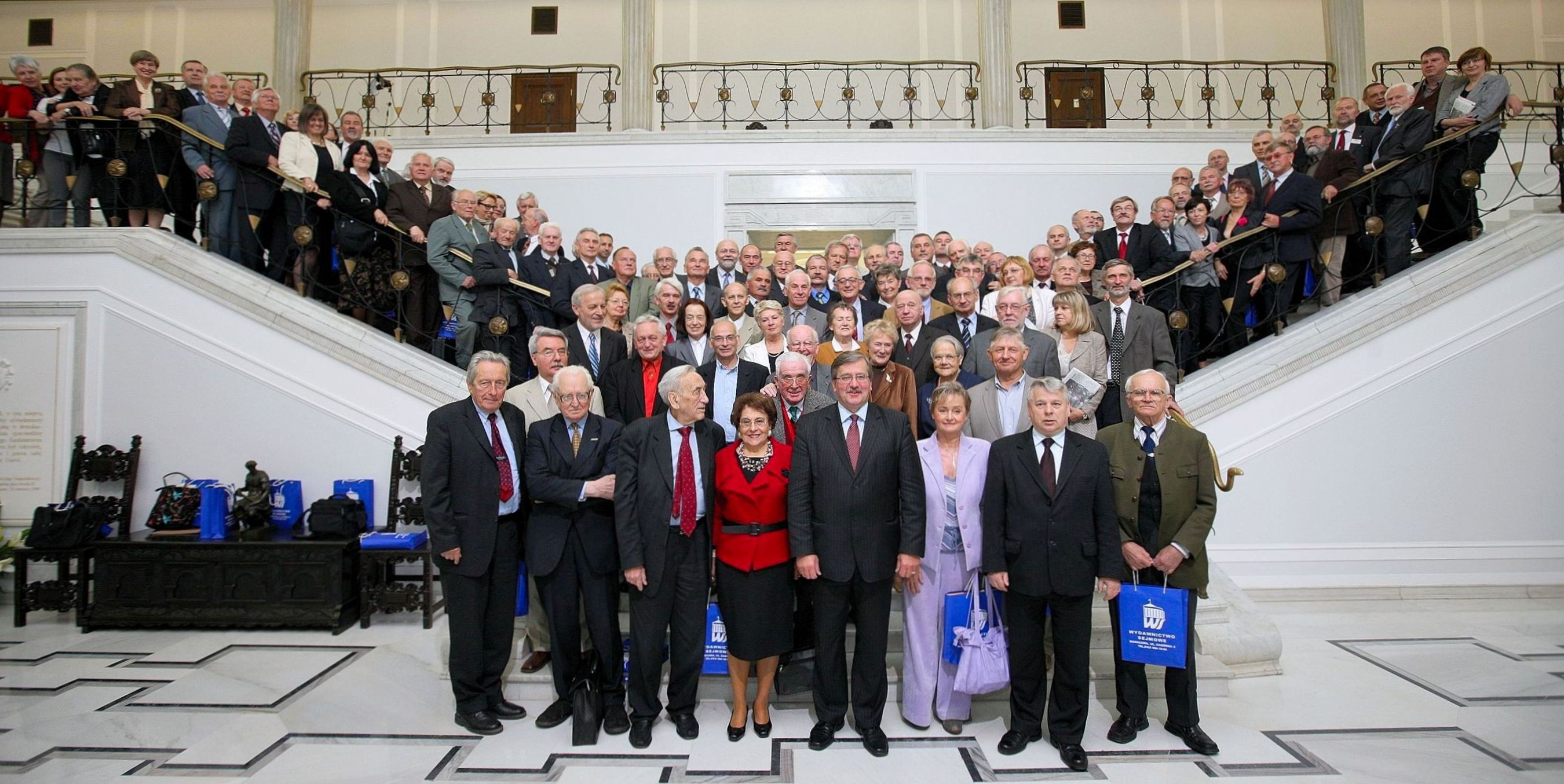
Spotkanie byłych posłów i senatorów Obywatelskiego Klubu Parlamentarnego w Sejmie w 2009

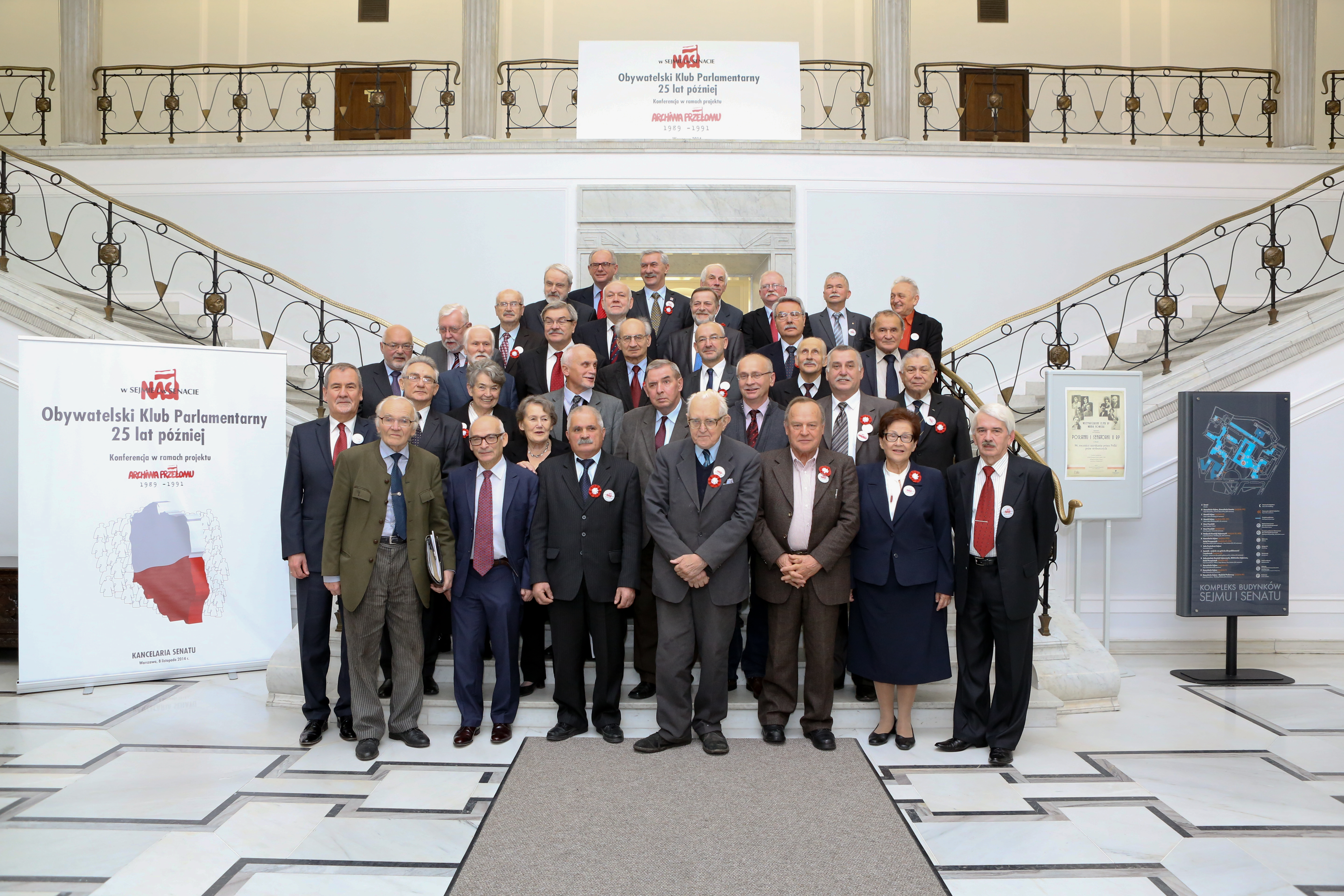
Spotkanie byłych posłów i senatorów Obywatelskiego Klubu Parlamentarnego w Sejmie w 2014

## Przewodniczący OKP
- Bronisław Geremek od 23 czerwca 1989 do 8 listopada 1990
- Mieczysław Gil od 8 listopada 1990 do 25 listopada 1991

## Posłowie i senatorowie

### Posłowie na Sejm X kadencji
Stan na koniec kadencji
- Andrzej Arendarski
- Jarosław Barańczak
- Maciej Bednarkiewicz
- Jan Beszta-Borowski
- Jan Krzysztof Bielecki
- Stanisław Bożek
- Jacek Bujak
- Janusz Byliński
- Michał Caputa
- Paweł Chrupek
- Stanisław Cieśla
- Ignacy Czeżyk
- Adela Dankowska
- Stanisław Dąbrowski
- Jerzy Dłużniewski
- Marian Dojka
- Zbigniew Drela
- Jerzy Dyner
- Marek Dziubek
- Antoni Furtak
- Andrzej Gabryszewski
- Jerzy Gil
- Mieczysław Gil
- Andrzej Glapiński
- Ignacy Guenther
- Józef Gutowski
- Ryszard Iwan
- Józef Jungiewicz
- Marek Jurek
- Zbigniew Kamiński
- Andrzej Kern
- Anna Knysok
- Bohdan Kopczyński
- Marian Kowal
- Tadeusz Kowalczyk
- Wiesław Kowalski
- Lech Kozaczko
- Stefan Kozłowski
- Karol Krasnodębski
- Edmund Krasowski
- Ryszard Kraszewski
- Stanisława Krauz
- Czesław Kurzajewski
- Grażyna Langowska
- Zbigniew Lech
- Józef Lubieniecki
- Paweł Łączkowski
- Jan Łopuszański
- Zygmunt Łupina
- Zbigniew Mackiewicz
- Tadeusz Mańka
- Adam Matuszczak
- Jacek Merkel
- Adam Mitura
- Włodzimierz Mokry
- Edward Müller
- Stefan Niesiołowski
- Czesław Nowak
- Edward Nowak
- Jerzy Orzeł
- Stanisław Padykuła
- Bogusław Pałka
- Jerzy Pietkiewicz
- Ireneusz Pięta
- Zenon Pigoń
- Bohdan Pilarski
- Maciej Półtorak
- Krzysztof Putra
- Czesław Robakowski
- Kazimierz Rostek
- Marek Rusakiewicz
- Jan Rusznica
- Marek Rutkowski
- Edward Rzepka
- Jan Rzymełka
- Franciszek Sak
- Józef Sałata
- Elżbieta Seferowicz
- Henryk Sienkiewicz
- Tadeusz Sierżant
- Andrzej Sikora
- Władysław Skalski
- Czesław Sobierajski
- Stefan Sobieszczański
- Wojciech Solarewicz
- Janusz Steinhoff
- Maria Stępniak
- Stanisław Strózik
- Jacek Szymanderski
- Krzysztof Szymański
- Leonard Szymański
- Tadeusz Ścieszko
- Tadeusz Trelka
- Bolesław Twaróg
- Eugeniusz Ujas
- Stanisław Węgłowski
- Bronisław Wilk
- Jerzy Wuttke
- Andrzej Wybrański
- Wiesław Zajączkowski
- Teresa Zalewska
- Andrzej Zawiślak
- Zenon Złakowski
- Krzysztof Żabiński
- Jerzy Żurawiecki

Inni posłowie OKP w Sejmie X kadencji
Posłowie należący na końcu kadencji do Unii Demokratycznej

- Jacek Ambroziak
- Artur Balazs
- Zbigniew Bobak
- Juliusz Braun
- Michał Chałoński
- Maria Dmochowska
- Krzysztof Dowgiałło
- Radosław Gawlik
- Bronisław Geremek
- Ryszard Helak
- Józefa Hennelowa
- Zbigniew Janas
- Jarosław Kapsa
- Jan Kisiliczyk
- Jerzy Koralewski
- Andrzej Kosmalski
- Józef Kowalczyk
- Jan Król
- Olga Krzyżanowska
- Wiktor Kulerski
- Jacek Kuroń
- Barbara Labuda
- Jan Lityński
- Władysław Liwak
- Andrzej Łapicki
- Henryk Michalak
- Adam Michnik
- Janusz Okrzesik
- Janusz Onyszkiewicz
- Jerzy Osiatyński
- Andrzej Piszel
- Piotr Polmański
- Jan Rokita
- Maria Sielicka-Gracka
- Grażyna Staniszewska
- Maria Stolzman
- Hanna Suchocka
- Anna Urbanowicz
- Michał Bernard Wojtczak
- Henryk Wujec
- Jan Wyrowiński
- Jerzy Zdrada
- Jerzy Zimowski
- Stanisław Żurowski

Posłowie należący na końcu kadencji do innych ugrupowań (przynależność na końcu kadencji)

- Roman Bartoszcze, Klub Chrześcijańsko-Ludowy
- Kazimierz Błaszczyk, Solidarność Pracy
- Ryszard Brzuzy, niezrzeszony
- Ryszard Bugaj, Solidarność Pracy
- Tadeusz Kaszubski, Polskie Stronnictwo Ludowe
- Stanisław Majdański, Klub Chrześcijańsko-Ludowy
- Aleksander Małachowski, Solidarność Pracy
- Andrzej Miłkowski, Solidarność Pracy
- Roman Niegosz, Solidarność Pracy
- Janusz Rożek, Polskie Stronnictwo Ludowe
- Stanisław Tomkiewicz, Polskie Stronnictwo Ludowe

Poseł, którego mandat wygasł w trakcie kadencji
- Walerian Pańko

### Senatorowie I kadencji
Stan na koniec kadencji
- Piotr Łukasz Andrzejewski, złożył ślubowanie 17 października 1989
- Stefan Bembiński
- Edmund Bilicki
- Włodzimierz Bojarski
- Antoni Borowski
- August Chełkowski
- Jan Chodkowski
- Stanisław Chrobak
- Roman Ciesielski
- Andrzej Czapski
- Stanisław Tadeusz Dembiński
- Jerzy Dietl
- Roman Duda
- Andrzej Fenrych
- Bolesław Fleszar
- Józef Góralczyk
- Alicja Grześkowiak
- Stefania Hejmanowska
- Stanisław Hoffmann
- Gabriel Janowski
- Ryszard Juszkiewicz
- Antoni Jutrzenka-Trzebiatowski
- Jarosław Kaczyński
- Lech Kaczyński
- Tadeusz Kłopotowski
- Bartłomiej Kołodziej
- Lech Kozioł
- Jan Kozłowski
- Andrzej Kralczyński
- Edward Lipiec
- Wiesław Lipko
- Bogdan Lis
- Andrzej Machalski
- Jerzy Madej
- Karol Modzelewski
- Jan Musiał
- Ireneusz Niewiarowski
- Zdzisław Nowicki
- Stanisław Obertaniec
- Władysław Papużyński
- Krzysztof Pawłowski
- Andrzej Piesiak
- Jerzy Kazimierz Pietrzak
- Leszek Piotrowski
- Walerian Piotrowski
- Benedykt Pszczółkowski
- Edward Pyziołek
- Anna Radziwiłł
- Zbigniew Rokicki
- Zbigniew Romaszewski
- Andrzej Rozmarynowicz
- Franciszek Sobieski
- Andrzej Stelmachowski
- Jerzy Stępień
- Henryk Stępniak
- Józef Ślisz
- Antoni Tokarczuk
- Andrzej Tomaszewicz
- Mieczysław Trochimiuk
- Tadeusz Ulma
- Mieczysław Ustasiak
- Henryk Wilk
- Eugeniusz Wilkowski
- Janusz Woźnica
- Tadeusz Zaskórski
- Janusz Ziółkowski
- Antoni Żurawski

Inni senatorowie OKP w Senacie I kadencji
Senatorowie należący na końcu kadencji do Unii Demokratycznej

- Stanisław Bernatowicz
- Anna Bogucka-Skowrońska
- Kazimierz Brzeziński
- Gabriela Cwojdzińska
- Władysław Findeisen
- Ryszard Ganowicz
- Henryk Grządzielski
- Gustaw Holoubek
- Cezary Józefiak
- Andrzej Kaliciński
- Jerzy Kłoczowski, złożył ślubowanie 21 czerwca 1990
- Krzysztof Kozłowski
- Erwin Kruk
- Maciej Krzanowski
- Zofia Kuratowska
- Aleksander Paszyński
- Jerzy Regulski
- Ryszard Reiff
- Dorota Simonides, złożyła ślubowanie 1 marca 1990
- Stanisław Stomma
- Andrzej Szczepkowski
- Andrzej Szczypiorski
- Witold Trzeciakowski
- Andrzej Wajda
- Edward Wende
- Andrzej Wielowieyski
- Tadeusz Zieliński
- Stanisław Żak
- Stanisław Żytkowski

Senator niezrzeszony na końcu kadencji
- Andrzej Celiński

Senatorowie, których mandat wygasł w trakcie kadencji
- Grzegorz Białkowski, nie złożył ślubowania
- Jan Józef Lipski
- Edmund Osmańczyk
- Adam Stanowski
- Mieczysław Tarnowski